# Сотников, Иван Николаевич
Ива́н Никола́евич Со́тников (укр. Іван Миколайович Сотников, 19 января 1913, Алёшки, Таврическая губерния — 2004) — советский гребец-байдарочник. Участник летних Олимпийских игр 1952 года.

## Биография
Родился 19 января 1913 года в российском городе Алёшки Днепровского уезда Таврической губернии (сейчас в Херсонском районе Херсонской области Украины).
Окончил только два класса школы. Работал рыбаком в цюрупинской артели.
Участвовал в Великой Отечественной войне. Служил пулемётчиком на 4-м Украинском фронте, был санитаром автоматной роты. Награждён орденом Отечественной войны II степени, медалями «За отвагу», «За победу над Германией в Великой Отечественной войне 1941—1945 гг.», юбилейными медалями. Демобилизовался в 1946 году.
В 1949 году начал заниматься греблей на байдарках под началом А. Григорьева. По словам Сотникова, его привлекли призы, которые получали гребцы. Выступал в соревнованиях за херсонский «Спартак». В 1950 году стал чемпионом Херсона, в 1951 году — чемпионом Украинской ССР, в 1952 году — чемпионом СССР. Всего в течение карьеры пять раз становился чемпионом страны, был многократным чемпионом республики. Входил в число сильнейших гребцов-стайеров в мире. Усовершенствовал форму байдарочного весла с расположением лопастей под углом 90 градусов друг к другу: она используется с 1960-х годов во всём мире.
В 1952 году вошёл в состав сборной СССР на летних Олимпийских играх в Хельсинки. На дистанции 10 000 метров среди байдарок-одиночек, выступая с травмой руки, занял 7-е место, показав результат 48 минут 36,8 секунды и уступив 1 минуту 14 секунд завоевавшему золото Торвальду Стрёмбергу из Финляндии.
В 1956 году завершил выступления, после того как на чемпионате СССР за 300 метров до финиша у него разошлись швы, оставшиеся после операции аппендицита.
Мастер спорта СССР.
Впоследствии работал тренером, занимался популяризацией гребли в Херсонской области.
В 1972—2000 годах жил в уединении в маленьком доме на островке в плавнях реки Конки. В прессе его называли «самый заслуженный Робинзон Украины». Последние годы жизни, потеряв зрение, провёл у родных в Херсоне.
Умер в 2004 году.

## Память
В Алёшках проводятся соревнования по гребле на байдарках и каноэ памяти Ивана Сотникова.